# Francis Ford Coppola
Francis Ford Coppola (født 7. april 1939 i Detroit, Michigan) er en oscarbelønnet amerikansk filminstruktør, manuskriptforfatter og filmproducent. I 1969 grundlagde han sammen med George Lucas produktionsselskabet American Zoetrope, hvis første film var THX 1138. Coppola har opnået størst berømmelse og anerkendelse for at have instrueret Godfather-trilogien og Dommedag nu.
Coppola-familien er noget af et filmdynasti. Francis' far Carmine var komponist og skrev bl.a. musik til Godfather-filmene. Hans datter Sofia er selv instruktør. Hans søster Talia Shire er skuespiller, kendt fra Rocky-filmene, og desuden er han onkel til Nicolas Cage.

## Filmografi
| År   | Titel                         | Instruktør | Manuskriptforfatter | Producer  | Notes                                                         |
| ---- | ----------------------------- | ---------- | ------------------- | --------- | ------------------------------------------------------------- |
| 1963 | Dementia 13                   | Ja         | Ja                  | Nej       |                                                               |
| 1966 | You're a Big Boy Now          | Ja         | Ja                  | Nej       |                                                               |
| 1968 | Finian's Rainbow              | Ja         | Nej                 | Nej       |                                                               |
| 1969 | The Rain People               | Ja         | Ja                  | Nej       |                                                               |
| 1972 | The Godfather                 | Ja         | Ja                  | Nej       | Skrevet sammen med Mario Puzo                                 |
| 1974 | The Conversation              | Ja         | Ja                  | Ja        |                                                               |
| 1974 | The Godfather Part II         | Ja         | Ja                  | Ja        | Skrevet sammen med Mario Puzo                                 |
| 1979 | Apocalypse Now                | Ja         | Ja                  | Ja        | Skrevet sammen med John Milius; også komponist                |
| 1982 | One from the Heart            | Ja         | Ja                  | Nej       | Co-writer with Armyan Bernstein                               |
| 1983 | The Outsiders                 | Ja         | Nej                 | Nej       |                                                               |
| 1983 | Rumble Fish                   | Ja         | Ja                  | Executive | Skrevet sammen med S. E. Hinton                               |
| 1984 | The Cotton Club               | Ja         | Ja                  | Nej       | Skrevet sammen med William Kennedy                            |
| 1986 | Captain EO                    | Ja         | Ja                  | Nej       | kortfilm; Skrevet sammen med George Lucas og Rusty Lemorande  |
| 1986 | Peggy Sue Got Married         | Ja         | Nej                 | Nej       |                                                               |
| 1987 | Gardens of Stone              | Ja         | Nej                 | Ja        |                                                               |
| 1988 | Tucker: The Man and His Dream | Ja         | Nej                 | Nej       |                                                               |
| 1989 | New York Stories              | Ja         | Ja                  | Nej       | Segment: "Life Without Zoë"; Skrevet sammen med Sofia Coppola |
| 1990 | The Godfather Part III        | Ja         | Ja                  | Ja        | Skrevet sammen med Mario Puzo                                 |
| 1992 | Bram Stoker's Dracula         | Ja         | Nej                 | Ja        |                                                               |
| 1996 | Jack                          | Ja         | Nej                 | Ja        |                                                               |
| 1997 | The Rainmaker                 | Ja         | Ja                  | Nej       |                                                               |
| 2007 | Youth Without Youth           | Ja         | Ja                  | Ja        |                                                               |
| 2009 | Tetro                         | Ja         | Ja                  | Ja        |                                                               |
| 2011 | Twixt                         | Ja         | Ja                  | Ja        |                                                               |
| TBA  | Megalopolis                   | Ja         | Ja                  | Ja        | Post-production                                               |